# 4-hydroxyfenylpyrodruivenzuur
4-hydroxyfenylpyrodruivenzuur is een tussenproduct dat ontstaat tijdens een stofwisselingsroute van het aminozuur fenylalanine en tyrosine. In deze reactie wordt de aromatische zijketen van fenylalanine gehydroxyleerd onder invloed van het enzym fenylalaninehydroxylase om tyrosine te vormen. De omzetting van tyrosine in 4-hydroxyfenylpyrodruivenzuur wordt op zijn beurt gekatalyseerd door het enzym tyrosine-aminotransferase. Bovendien kan 4-hydroxyfenylpyrodruivenzuur worden omgezet in homogentisinezuur, dat een van de precursors is van ochronotisch pigment.
4-hydroxyfenylpyrodruivenzuur is ook een intermediaire verbinding in de biosynthese van scytonemine. Scytonemine is een belangrijk extracellulair pigment dat cyanobacteriën beschermt tegen ultraviolet licht, en ondersteuning biedt bij de fotosynthese.